# Beastars
Beastars (jap. ビースターズ) ist eine Manga-Serie von Paru Itagaki, die von 2016 bis 2020 in Japan erschien. Im Jahre 2019 wurde die Serie als Animeserie adaptiert. Das Drama handelt von einer Welt, in der anthropomorphe Tiere friedlich miteinander leben, egal ob Fleisch- oder Pflanzenfresser, dabei aber doch mancher eher seinen Instinkten folgt.

## Inhalt
Das friedliche Zusammenleben von Pflanzenfressern und Fleischfressern wird gestört, als das Alpaka Tem getötet und gefressen wird. In der Theater-AG der Cherryton-Schule, in der Tem dabei war, sind nun alle Pflanzenfresser gegenüber dem Bühnenarbeiter und Grauwolf Legoshi argwöhnisch. Als Legoshi die Angoraziege Els allein trifft, hat diese auch Angst vor ihm. Doch der überraschend sensible Legoshi überreicht ihr nur einen Liebesbrief von Tem. Er war mit Tem gut befreundet und will den Brief nach dessen Tod noch seiner Bestimmung übergeben. Einige Zeit darauf begegnet Legoshi dem Zwergkaninchen Haru und entwickelt bald tiefe Gefühle für sie.

## Veröffentlichung
Der Manga erschien von September 2016 bis Oktober 2020 im Magazin Shūkan Shōnen Champion beim Verlag Akita Shoten. Dieser bringt die Kapitel auch gesammelt in bisher 22 Bänden heraus. Der 12. dieser Bände verkaufte sich in der ersten Woche nach Veröffentlichung über 56.000 Mal. Von März 2016 bis März 2021 erschien im gleichen Magazin der Ableger Beast Complex, der später auch in drei Sammelbänden herausgegeben wurde.
Eine deutsche Übersetzung der Serie erschien von Oktober 2019 bis Februar 2023 vollständig bei Kazé in einer Übersetzung von Jürgen Seebeck. Von November 2023 bis März 2024 erschien auch Beast Complex. Auf Englisch wird der Manga von Viz Media veröffentlicht. Eine französische Fassung erscheint bei Éditions Ki-oon, eine italienische bei Planet Manga und eine spanische bei Milky Way Ediciones in Spanien und bei Panini Comics in Mexiko.

## Animeserie
2019 entstand eine Adaption des Mangas als Anime. Bei der Produktion von Studio Orange führte Shinichi Matsumi Regie, Hauptautor war Nanami Higuchi. Das Charakterdesign stammt von Nao Ootsu und die künstlerische Leitung lag bei Minami Kasuga.
Die Serie wird seit dem 10. Oktober 2019 von Fuji TV im Programmblock +Ultra in Japan ausgestrahlt. Die internationale Lizenz liegt bei Netflix, das den Anime bereits am 8. Oktober in Japan per Streaming anbietet. In Japan folgten spätere Ausstrahlungen bei TNC, KTV, THK, UHB und BS Fuji. Seit dem 13. März bietet Netflix die Serie weltweit an, darunter auch mit einer deutschen Synchronisation.

### Synchronisation
| Rolle           | Japanischer Sprecher (Seiyū) | Deutsche Sprecher    |
| --------------- | ---------------------------- | -------------------- |
| Legoshi         | Chikahiro Kobayashi          | Fabian Kluckert      |
| Haru            | Sayaka Senbongi              | Alice Bauer          |
| Louis           | Yūki Ono                     | Jeffrey Wipprecht    |
| Juno            | Atsumi Tanezaki              | Rieke Werner         |
| Jack            | Junya Enoki                  | Sebastian Kluckert   |
| Gohin           | Akio Ōtsuka                  | Sven Gerhardt        |
| Els             | Sayumi Watabe                | Jennifer Weiß        |
| Kolo            | Takeo Ōtsuka                 | Sascha Krüger        |
| Voss            | Yoshiyuki Shimozuma          | Alexander Gaida      |
| Sanu            | Fukushi Ochiai               | Valentin Stilu       |
| Tem             | Takeo Ōtsuka                 | Nico Wiek            |
| Miguno          | Yūma Uchida                  | Heiko Akrap          |
| Durham          | Naoto Kobayashi              | Tom Raczko           |
| Kai             | Nobuhiko Okamoto             | Oliver Bender        |
| Bill            | Takaaki Torashima            | Bastian Sierich      |
| Dom             | Genki Muro                   | Volkmar Leif Gilbert |
| Kibi            | Yūichi Iguchi                | Konrad Bösherz       |
| Sheila          | Yuko Hara                    | Betty Förster        |
| Aoba            | Ikuto Kanemasa               | Lasse Dreyer         |
| Ellen           | Akane Ōchi                   | Sophie Lechtenbrink  |
| Mizuchi         | Hibiku Yamamura              | Amelie Plaas-Link    |
| Legom           | Sakura Andō                  | Sonja Reichelt       |
| Bürgermeister   | Mitsuaki Hoshino             | Sven Fechner         |
| Ogma            | Ken’yū Horiuchi              | Felix Würgler        |
| Shishigumi Boss | Takaya Hashi                 | Sascha Rotermund     |

### Musik
Die Musik der Serie komponierte Satoru Kōsaki. Der Vorspann der ersten Staffel ist unterlegt mit dem Lied Wild side von Ali und der Abspanntitel ist Le zoo von YURiKA. Bei der zweiten Staffel ist der Vorspann unterlegt mit dem Lied Kaibutsu (Monster) von dem Duo Yoasobi.